# Kota Mizunuma
Kota Mizunuma (født 22. februar 1990) er en japansk fodboldspiller, som spiller for den japanske fodboldklub Cerezo Osaka.